# 高雄市壽山動物園

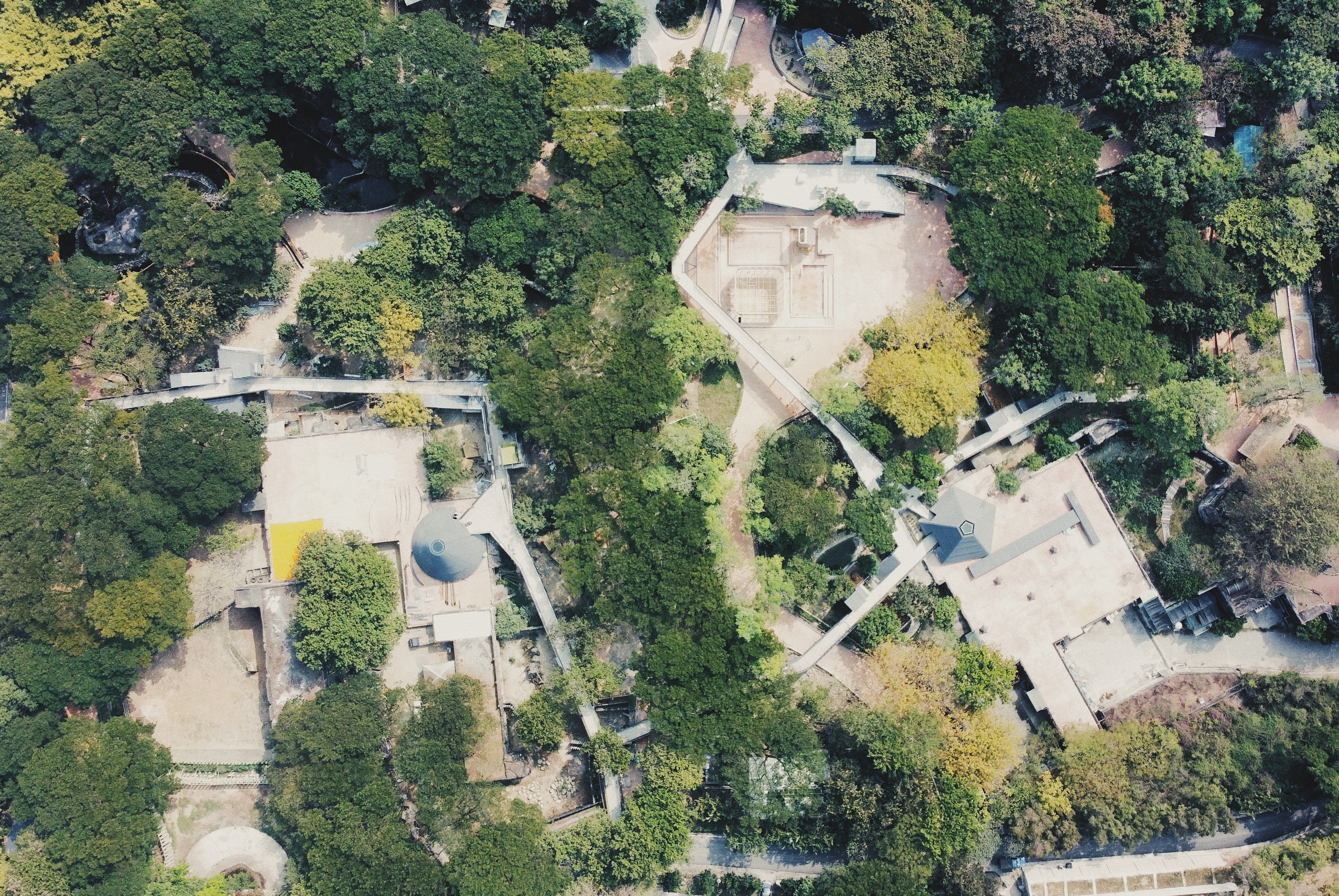
壽山動物園園區空照圖

高雄市壽山動物園是位於臺灣高雄市鼓山區的市立動物園，位於壽山東南麓，創立於1978年，當時設置於壽山西麓西子灣，為西子灣動物園；於1986年搬遷至壽山東南麓，改稱壽山動物園。搬遷後的壽山動物園，面積12.89公頃，目前隸屬於高雄市政府觀光局管轄。曾在2009年及2021年封園進行了大幅度整修，2022年12月16日重新開園。

## 歷史沿革
西子灣時期（1978年—19日）
成立宗旨:提供良好的動物生長環境及展示場所、品質的休閒遊憩場所及體驗大自然的機會、多功能的教育園地與研究環境、建立本基地與附近地區之合理區位關係，促進地方發展。
- 1978年7月1日，成立於壽山西麓西子灣，名為「西子灣動物園」[2]，隸屬高雄市政府工務局所轄之「高雄市西子灣風景特定區管理所」。
- 1979年七月，隨高雄市西子灣風景特定區管理所改隸於市政府建設局公園管理處。
- 1980年，市府爭取國立中山大學在高雄市復校，將西子灣風景特定區變更為校地，市府即組織「萬壽山風景區開發計畫委員會」，故另於壽山東麓闢建壽山風景區。
- 1981年，選定壽山東南角現址設立新園，規劃完成後，於七月開工。
- 1983年，園管理處更名為養護工程處改隸工務局，而西子灣風景特定區管理所更名為「萬壽山風景區管理所」隸屬市政府建設局管轄，六月動物園新園區闢建工程改由工務局新建工程處接辦至完工。
- 1986年，動物園從規劃起前後共歷經六年，完成園區內全部設施，動物則於2月23日開始進行搬遷，同年6月15日對外開放參觀。

壽山時期（1986年6月15日—）
- 1994年，萬壽山風景區管理所奉核定修改機關全銜為「高雄市風景區管理所」，負責管理維護本市的風景區。
- 2009年，壽山動物園併入市府觀光局，由動物園管理中心負責動物園管理及營運相關工作。同年，封園進行了大幅度整修更加自然化，增設兒童牧場以及部分動物展示區照明設施、參觀步道矮燈及高燈，以及動物關愛園區照明設施改善。
- 2009年11月7日，經過大改造的壽山動物園於11月7日正式全面開放參觀，首日湧入24,100人次就打破了歷年來單日入園參觀人數，而次日11/8更湧入高達36,700人次的熱情大眾，兩天共計吸引60,800人次入園參觀，創下壽山動物園開園以來單日入園人數以及周休例假日入園人數的新高紀錄。
- 2010年的春節期間，參觀人數突破10萬人次，創下動物園開園以來春節期間遊園人數的新紀錄。
- 2010年4月4日，為促進高雄壽山動物園的教育展示，並舒解臺北市立動物園繁殖過剩的物種，以及物種血緣交換，今天日從臺北運送一批動物到高雄，使動物能有更大的活動空間，提升動物福址。壽山動物園移送臺北一隻雌駱馬，進行配對繁殖；臺北動物園移1隻雄長鬃山羊、1隻雌山羌、3隻雄斑馬、3隻雄性北非髯羊、2隻雌性伊蘭羚羊及1隻雄性白手長臂猿至壽山動物園。
- 2010年，壽山動物園在遊園人數及門票收入都創下新高紀錄，根據新出爐的統計資料顯示，2010年全年入園參觀人數達到80.5萬次，門票收入高16.6百萬元，雙雙創下本園歷史新紀錄。
- 2011年，由中國廣州香江動物園贈送的一對白老虎，順利抵達，壽山動物園引進白老虎，將以生態教育為主，不以繁殖為目的。
- 2014年7月1日起，正式開放電子票證（一卡通）刷卡快速入園。
- 2018年7月1日，壽山動物園建園成立40周年。
- 2021年5月19日，因嚴重特殊傳染性肺炎疫情關係，高雄市政府觀光局表示，壽山動物園自5月19日起，開始進行展開整建工程而休園，已於2022年9月完工，以全新面貌與民眾們見面[3]。

- 2022年12月16日，重新開園試營運[4]。

## 業務職掌
- 高雄市政府觀光局
- 動物園管理中心
- 主任
  - 管理股：掌理各類展示動物之蒐集取得（採購、交換、受贈…）、保育管理、展示配置、獸舍與展示等設施建物維修保養、學術研究、各類展示動物疾病醫療、大家好保健預防、檢疫防治與檢驗、收容野生動物急救傷醫療等事項。
  - 營運股：掌理育樂遊憩、公共設施管理、遊客服務、園區保全、參觀秩序及安全之維持、綠化維護、通訊系統設備管理維護、行銷宣傳、爭取社會資源、解說導覽、教育及學術刊物編輯出版、志工組訓運用管理、學校校外教學輔導等業務。

## 動物展示區及知名動物
目前動物園展示區可分為大型動物展示區及鳥類展示區。

### 大型動物展示區

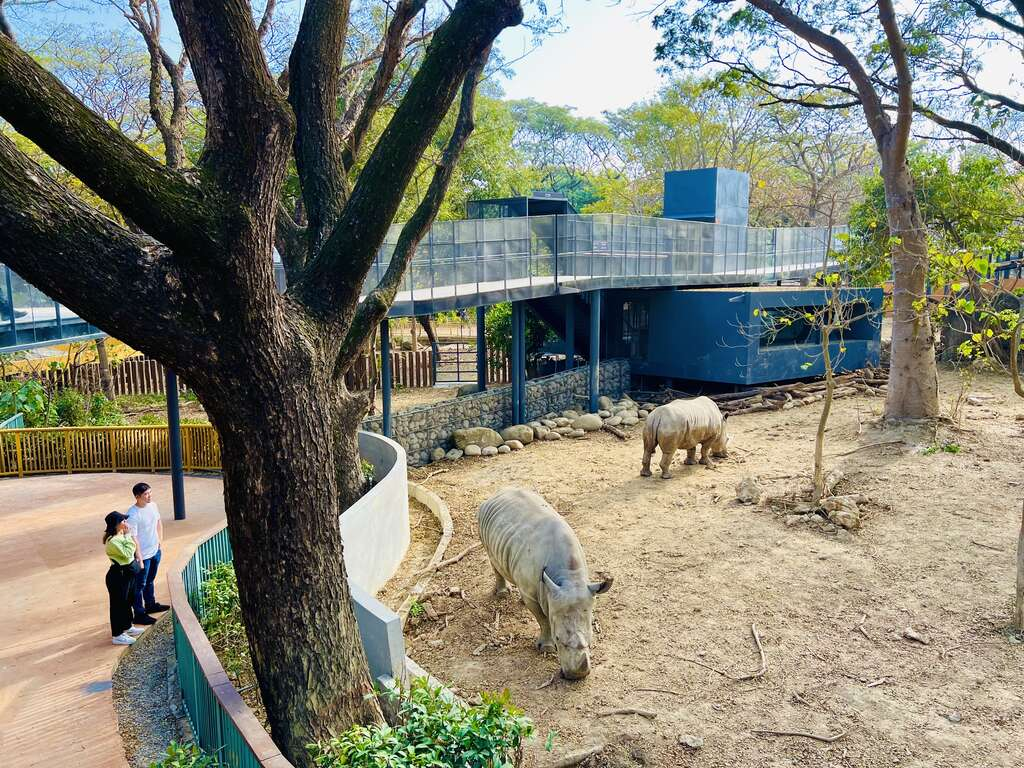
白犀牛展示區

#### 兒童牧場
2009年11月重新全面開放參觀，最令大朋友、小朋友們喜愛的新型態展示區域「兒童牧場」正式亮相，佔地1公頃的兒童牧場為國內動物園首創的牧場型態展示區，營造親子們可共同親近各種可愛動物的教育園區，內有波爾羊、法拉貝拉迷你馬，在兒童牧場內親子可以共同親近、觸摸動物，並在保育人員的指導下還可以餵食動物，是一處可讓小朋友們學習尊重生命及親子共同體驗的美好園地，兒童牧場的動物餵食體驗。

#### 台灣原生動物區
展示臺灣的原生動物與棲息環境，展場模擬動物原生棲地的生態環境。知名動物有梅花鹿、台灣黑熊、台灣野豬、台灣山羌、台灣長鬃山羊、水鹿。

#### 亞洲區
模擬亞洲的生態景觀，知名動物有白老虎、蒙古野馬、單峰駱駝、印度黑羚、馬來熊、黇鹿等。
- 白老虎：昭海（公）、歡樂（母），原為中國廣州香江動物園所豢養，高雄市議會前議長於1997年參訪廣州市時，獲得廣州市人大會允諾贈送。動物園將進行一系列的保育教育宣導活動，在活動過程中灌輸民眾對於白老虎的正確知識及基因遺傳多樣性的科普知識，希望藉由民眾的參與來喚起大眾對於野生保育類貓科動物的重視。

#### 美洲區
本區主要展示棲息於美洲中的動物，包括駱馬、美洲野牛、迷你馬、棕熊、水豚。

#### 非洲區
模擬非洲草原的生態環境，展示以中大型動物為主。本區展示動物中有數種列名於華盛頓公約，受國際貿易管制的瀕危珍稀物種，包括非洲象、斑馬、河馬、非洲獅、白犀牛等。

#### 靈長動物區
包括紅毛猩猩、白手長臂猿、長鬚狒狒、黑冠猴、黑猩猩等

#### 鳥類展示區
- 紅鶴園

位於入口左手邊，目前所有紅鶴已贈送給台北木柵動物園，原展區更改為狐獴展區。
- 大鳥園

包括雉類與珍禽及水禽。
- 鸚鵡園

展示眾多鸚鵡，有小葵花鳳頭鸚鵡等。

### 園區展示物種列表

#### 哺乳綱
| 分類               | 物種                          | 備註                                                   |
| ------------------ | ----------------------------- | ------------------------------------------------------ |
| 靈長目 人科        | 黑猩猩                        | 瀕危EN                                                 |
| 靈長目 人科        | 婆羅洲紅猩猩                  | 瀕危EN； 臺灣早期走私風氣威脅物種之一                  |
| 靈長目 長臂猿科    | 白掌長臂猿                    | 瀕危EN； 臺灣早期走私風氣威脅物種之一                  |
| 靈長目 長臂猿科    | 白頰長臂猿                    | 極危CR； 臺灣早期走私風氣威脅物種之一                  |
| 靈長目 猴科        | 臺灣獼猴                      | 原生特有種； 園區內有野生族群                          |
| 靈長目 猴科        | 馬來獼猴                      | 瀕危EN                                                 |
| 靈長目 猴科        | 黑冠獼猴                      | 極危CR                                                 |
| 靈長目 猴科        | 北方豬尾獼猴                  | 易危VU                                                 |
| 靈長目 猴科        | 綠猴                          |                                                        |
| 靈長目 猴科        | 長鬃狒狒                      |                                                        |
| 食肉目 貓科 豹屬   | 非洲獅                        | 易危VU                                                 |
| 食肉目 貓科 豹屬   | 孟加拉虎                      | 瀕危EN                                                 |
| 食肉目 貓科 豹屬   | 白孟加拉虎                    | 人工選育個體                                           |
| 食肉目 熊科        | 臺灣黑熊 （亞洲黑熊臺灣亞種） | 易危VU; 原生特有亞種； 臺灣一級保育類                  |
| 食肉目 熊科        | 馬來熊                        | 易危VU                                                 |
| 食肉目 鼬科        | 鼬獾                          | 原生種                                                 |
| 食肉目 靈貓科      | 白鼻心                        | 原生種                                                 |
| 食肉目 浣熊科      | 長鼻浣熊                      | 近危NT                                                 |
| 食肉目獴科         | 狐獴                          |                                                        |
| 偶蹄目 鹿科        | 臺灣梅花鹿                    | 野外滅絕EW; 原生特有亞種; 現存野外族群為人工種群再引入 |
| 偶蹄目 鹿科        | 山羌（臺灣亞種）              | 原生特有亞種                                           |
| 偶蹄目 鹿科        | 黇鹿                          |                                                        |
| 偶蹄目 牛科 鬣羚屬 | 臺灣長鬃山羊                  | 原生特有種； 臺灣三級保育類                            |
| 偶蹄目 牛科 巨羚屬 | 伊蘭羚                        |                                                        |
| 偶蹄目 牛科 野牛屬 | 美洲野牛                      | 近危NT                                                 |
| 偶蹄目 牛科 牛屬   | 黃牛                          | 馴化家畜                                               |
| 偶蹄目 牛科 山羊屬 | 波爾羊                        | 馴化家畜                                               |
| 偶蹄目 牛科 盤羊屬 | 黑肚綿羊                      | 馴化家畜                                               |
| 偶蹄目 駱駝科      | 單峰駱駝                      | 馴化家畜                                               |
| 偶蹄目 駱駝科      | 羊駝                          | 馴化家畜                                               |
| 偶蹄目 河馬科      | 河馬                          | 易危VU                                                 |
| 偶蹄目 河馬科      | 侏儒河馬                      | 瀕危EN                                                 |
| 奇蹄目 犀科        | 南方白犀牛                    | 近危NT                                                 |
| 奇蹄目 馬科        | 查普曼平原斑馬                | 近危NT                                                 |
| 奇蹄目 馬科        | 迷你馬                        | 馴化家畜                                               |
| 奇蹄目 馬科        | 家驢                          | 馴化家畜                                               |
| 長鼻目 象科        | 非洲草原象                    | 瀕危EN                                                 |
| 披毛目 二趾樹懶科  | 二趾樹懶                      |                                                        |
| 嚙齒目             | 冠豪豬                        |                                                        |
| 嚙齒目             | 水豚                          |                                                        |
| 嚙齒目             | 絨鼠                          |                                                        |
| 雙門齒目 袋鼠科    | 沼林袋鼠                      |                                                        |

#### 爬蟲綱
| 分類              | 物種                  | 備註                              |
| ----------------- | --------------------- | --------------------------------- |
| 龜鱉目 地龜科     | 黃緣閉殼龜 （食蛇龜） | 瀕危EN;原生種; 臺灣一級保育類     |
| 龜鱉目 鱷龜科     | 真鱷龜                | 易危VU                            |
| 龜鱉目 陸龜科     | 亞達伯拉象龜          | 易危VU                            |
| 龜鱉目 陸龜科     | 蘇卡達象龜            | 易危VU                            |
| 龜鱉目 陸龜科     | 輻射陸龜              | 極危CR;Cites附錄一                |
| 龜鱉目 陸龜科     | 黃頭陸龜              | 極危CR                            |
| 龜鱉目 陸龜科     | 赫曼陸龜              | 近危NT                            |
| 龜鱉目 陸龜科     | 紅腿陸龜              | 易危VU                            |
| 鱷目 鱷科         | 河口鱷                |                                   |
| 鱷目 短吻鱷科     | 眼鏡凱門鱷            |                                   |
| 有鱗目 蟒科       | 緬甸蟒                | 原生種；臺澎金馬 僅金門有原生族群 |
| 有鱗目 蟒科       | 白化緬甸蟒            | 人工選育個體                      |
| 有鱗目 美洲鬣蜥科 | 美洲鬣蜥 （綠鬣蜥）   | 臺灣本島中南 部有入侵族群         |

#### 鳥綱
| 分類                | 物種                          | 備註                          |
| ------------------- | ----------------------------- | ----------------------------- |
| 雞形目 雉科         | 臺灣環頸雉 （環頸雉臺灣亞種） | 原生特有亞種； 臺灣二級保育類 |
| 雞形目 雉科         | 巴拉望孔雀雉                  | 易危VU； Cites附錄一          |
| 雞形目 雉科         | 藍孔雀                        | 在金門地區有入侵族群          |
| 鸚形目 新世界鸚鵡科 | 黃腹藍琉璃金剛鸚鵡            |                               |
| 鸚形目 新世界鸚鵡科 | 金太陽椎尾鸚鵡                | 瀕危EN                        |
| 鸚形目 新世界鸚鵡科 | 灰鸚鵡                        | 瀕危EN                        |
| 鸚形目 舊世界鸚鵡科 | 彩虹吸蜜鸚鵡                  |                               |
| 鸚形目 舊世界鸚鵡科 | 綠頸吸蜜鸚鵡                  |                               |
| 鸚形目 舊世界鸚鵡科 | 折衷鸚鵡                      |                               |
| 鸚形目 鳳頭鸚鵡科   | 粉紅胸鳳頭鸚鵡                |                               |
| 犀鳥目              | 印度大犀鳥                    | 易危VU                        |
| 犀鳥目              | 噪犀鳥                        |                               |
| 鴿形目 鳩鴿科       | 藍冠鴿                        | 易危VU                        |
| 鶴形目 鶴科         | 灰頸冠鶴                      | 瀕危EN                        |
| 鶴鴕目 鶴鴕科       | 鴯鶓                          |                               |

#### 園區內曾展示物種
| 分類            | 物種                | 備註                              |
| --------------- | ------------------- | --------------------------------- |
| 有尾目 隱腮鯓科 | 中國大鯢 （娃娃魚） | 極危CR; 多數人工個體混種嚴重      |
| 紅鶴目 紅鶴科   | 大紅鶴              |                                   |
| 紅鶴目 紅鶴科   | 智利紅鶴            | 近危NT； 調度至臺北市立動物園併群 |
| 鵜形目䴉科      | 埃及聖䴉            | 臺灣本島中西部入侵物種，移除中    |
| 鸛形目鸛科      | 黃嘴䴉鸛            |                                   |

### 知名動物及其命名
- 非洲象：阿里（母）

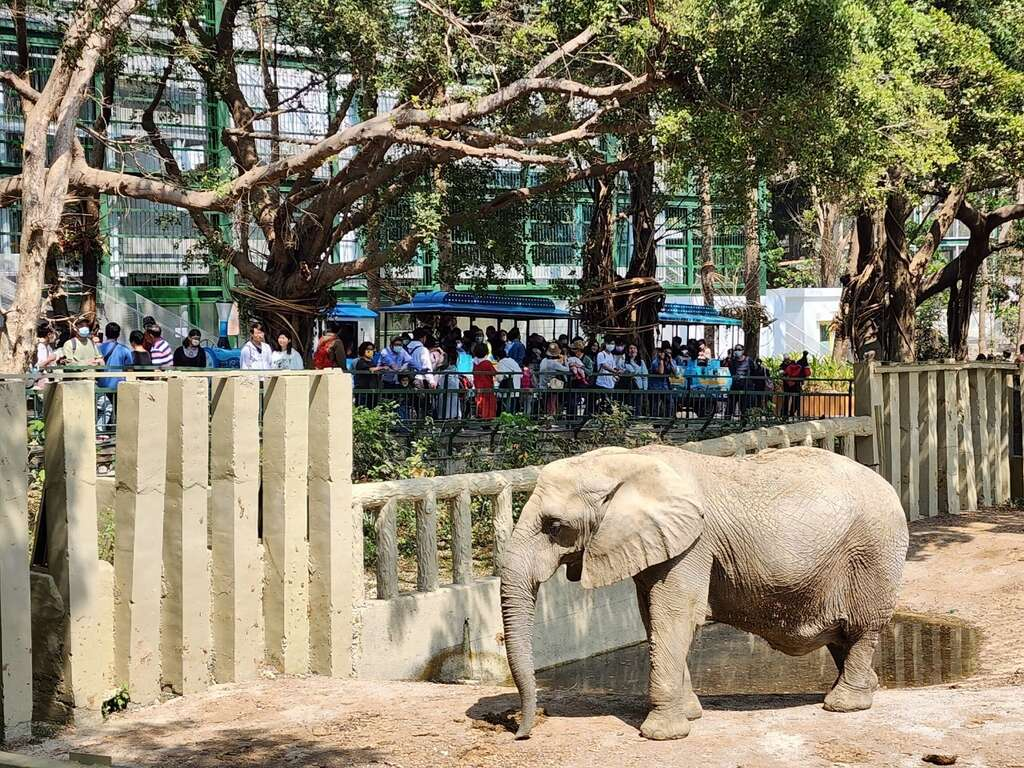
非洲象阿里

- 台灣黑熊：寶貝（母）、黑皮（長很大了，在台北）、波比（公）岸
- 孟加拉虎：安安、可可（母）
- 白老虎：昭海（公）、歡樂（母）
- 迷你馬：法拉、貝拉
- 非洲獅：小辛、小巴
- 紅毛猩猩：阿宏、咪咪、劉美珍
- 水豚：翠絲、胡迪、爸爸、媽媽、阿姨

## 遷擴建計畫
內門紫竹寺願無償提供30年12公頃的土地，興建新動物園，市政府規劃將水禽、草食性動物遷移至新動物園，肉食性動物留在壽山，將壽山動物園定位為「城市動物園」，內門則為「野生動物園」，但受限法規限制，轉規畫觀光休閒園區。

## 運輸
高雄市公車
| 路線 | 業者     | 行先                                | 停靠站     |
| ---- | -------- | ----------------------------------- | ---------- |
| 56   | 港都客運 | 高雄車站（中山路）—壽山動物園       | 壽山動物園 |
| 56區 | 港都客運 | 捷運鹽埕埔站（五福四路）—壽山動物園 | 壽山動物園 |

## 外部連結
- 高雄市壽山動物園 （页面存档备份，存于） （中文）（英文）
- 壽山動物園 - 高雄旅遊網
- 高雄市壽山動物園的Facebook專頁
- 高雄市壽山動物園的Instagram帳戶
- YouTube上的高雄市壽山動物園頻道

Template:壽山景點